# Midang
Midang is een bestuurslaag in het regentschap West-Lombok van de provincie West-Nusa Tenggara, Indonesië. Midang telt 7933 inwoners (volkstelling 2010).